# Bělčice (tvrz)
Bělčice (též Hrádek) je zaniklá tvrz u Bělčic v okrese Strakonice. Stávala v nadmořské výšce 510 metrů asi jeden kilometr západně od města na jihozápadním úbočí Slepičí hory. Byla založena ve čtrnáctém století jako sídlo místní drobné šlechty. V jejím držení se postupně vystřídala řada majitelů, z nichž posledními byli Černínové z Chudenic. Po požáru v roce 1692 nebyla obnovena. Zachovalo se po ní tvrziště, které je chráněné jako kulturní památka.

## Historie

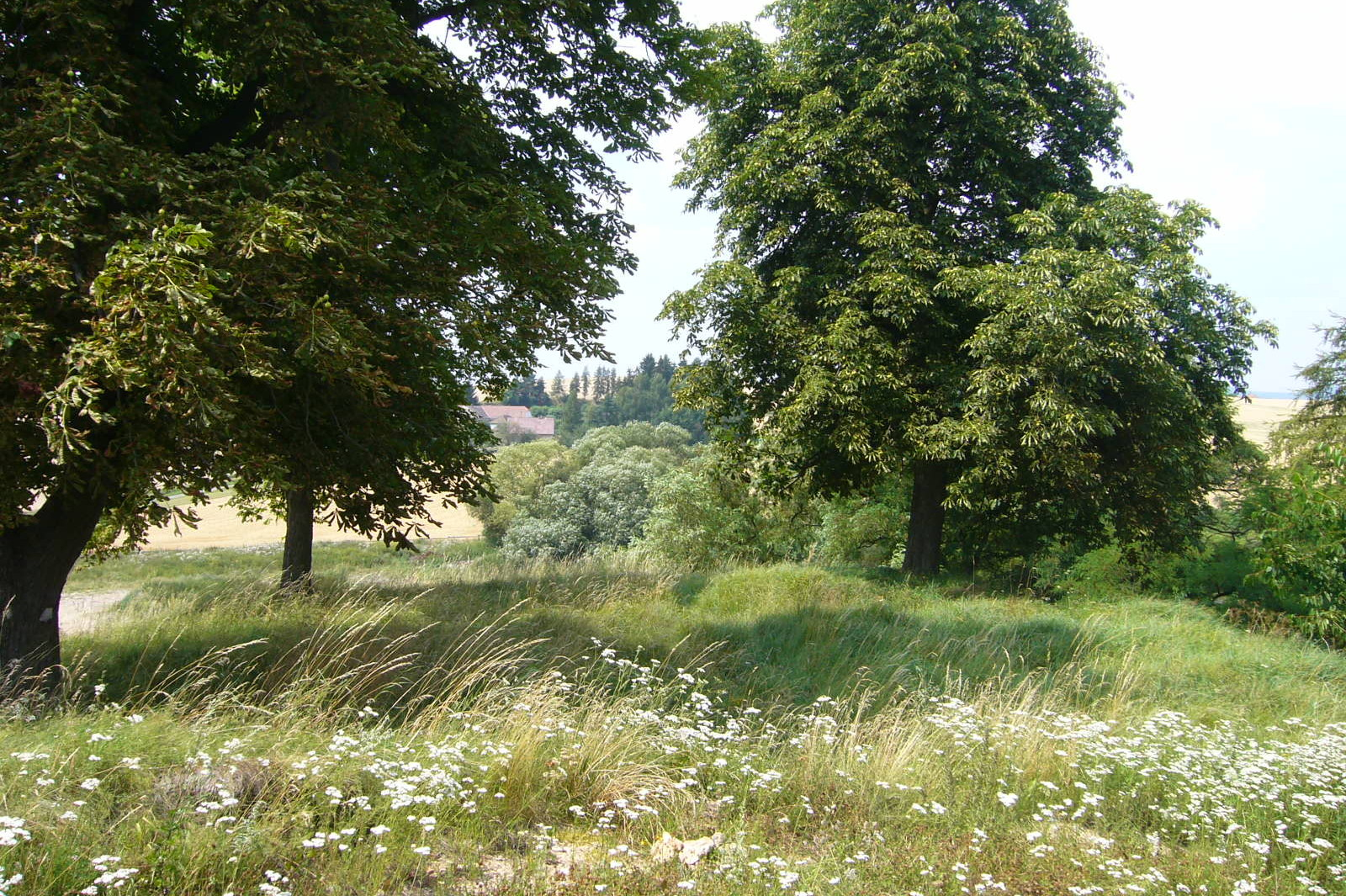
Jádro tvrze v roce 2006

Za stavitele tvrze je považován Bašek z Bělčic připomínaný v letech 1316–1360, ale je pravděpodobné, že nějaké panské sídlo stálo v Bělčicích už ve třináctém století, protože šlechtici s přídomkem z Bělčic jsou zmiňováni již roku 1242. Další majitelkou byla do své smrti roku 1375 Markéta rozená ze Šternberka. Po ní jsou mezi lety 1389 a 1405 uváděni bratři Zbyněk a Bohuněk z Lochovic, roku 1412 Markvart z Těchařovic a v roce 1418 bratři Petr, Přech a Jan z Konratic. Před rokem 1422 panství koupil Jiřík Běšín z Běšin, v jehož rodu statek zůstal až do 21. října 1623, kdy jej Smil z Běšin prodal za 26 tisíc kop míšeňských Jaroslavu Volfovi ze Šternberka. Po něm Bělčice zdědila jeho manželka Maxmiliana Veronika ze Švihova. Jejich dcera Johanka panství prodala v roce 1663 za dvanáct tisíc rýnských zlatých Aleši Ferdinandu Vratislavovi z Mitrovic. Jemu bylo pro dluhy zabaveno a roku 1675 je koupil hrabě Humprecht Jan Černín. Za Černínů tvrz roku 1692 vyhořela a nebyla obnovena.

## Stavební podoba
Z tvrze se dochovalo tvrziště obklopené zdvojenými valy a příkopy, které byly značně poškozeny při úpravách v devatenáctém století, kdy byly rozebrány také zbytky zdiva. K dalšímu poškozování docházelo v sedmdesátých letech dvacátého století provozem terénních motocyklů a v roce 2005 buldozer odtěžil část valu a poškodil dno příkopu.